# Herb Osjakowa
Herb Osjakowa – symbol miasta i gminy Osjaków.

## Wygląd i symbolika
Herb przedstawia tarczy dzielonej w krzyż o polach I i III czerwonych, II i IV błękitnych, podkowę złotą z takimż krzyżem kawalerskim w środku.